# Nanthiat
Nanthiat, okzitanisch Nantiac, ist eine französische Gemeinde mit 239 Einwohnern (Stand 1. Januar 2022) im Nordosten des Départements Dordogne in der Region Nouvelle-Aquitaine. Die Gemeinde gehört zum Arrondissement Nontron und zum Kanton Thiviers. Zuständiger Gemeindeverband ist die Communauté de communes Périgord-Limousin. Die Einwohner werden Nanthiacois bzw. Nanthiacoises genannt.

## Etymologie
Nanthiat, okzitanisch Nantiac, leitet sich ab von Nantuacum mit der Bedeutung Domäne des Nantuus (oder Nantius) (römischer bzw. gallorömischer Eigenname + Endsilbe -acum). In Betracht zu ziehen ist auch die gallische Wortwurzel nanto (Tal) in Anspielung an das Isle-Tal.

## Geographie

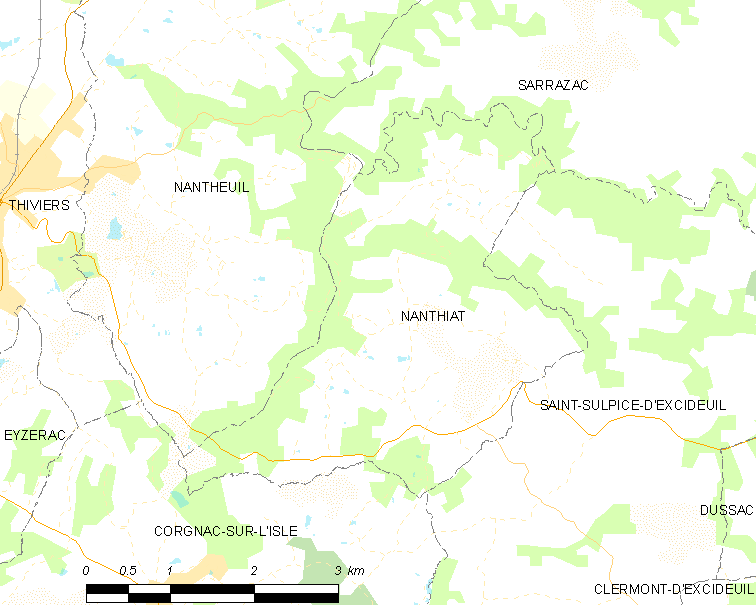
Lagekarte von Nanthiat

Nanthiat liegt 5 Kilometer östlich von Thiviers und 20 Kilometer südwestlich von Saint-Yrieix-la-Perche (Luftlinie). Die Gemeinde wird von folgenden Nachbargemeinden umgeben:
|           | Sarrazac                                    |                           |
| Nantheuil | Kompassrose, die auf Nachbargemeinden zeigt | Saint-Sulpice-d'Excideuil |
|           | Corgnac-sur-l’Isle                          | Saint-Sulpice-d'Excideuil |

Die Gemeinde setzt sich neben dem Ortskern aus folgenden Geländepunkten, Weilern, Gehöften, Mühlen, einer Papierfabrik und einem Schloss zusammen:
Bourneix, Castilloux (Papierfabrik), Champdoré, Château de Nanthiat, Finette (Mühle), Grelière, L'Etang, La Bauberie, La Côte, La Coutille, La Croix de Bois, La Croze, La Forêt, La Lande, La Reserve, Labauberie, Laborie, Lavergne, Le Bas Sinsac, Le Buisson, Le Clos du Port, Le Colombier, Le Pont de Madame, Les Combas, Les Jarthes, Les Landes, Les Longeix, Les Mitardes, Les Tibles, Leycuras, Magenaud, Moulin de Madame, Marcou, Maurencie, Monchaty, Nazac, Nègrevergne, Puybarbeau, Rochepeau und Sinsac.
Die topographisch tiefste Stelle im Gemeindegebiet mit 136 Meter über dem Meeresspiegel befindet sich bei La Forêt an der Südwestecke am Isle, welcher hier die Gemeinde verlässt. Der höchste Punkt mit 313 Meter liegt bei Bourneix im Nordosten. Die absolute Höhendifferenz beträgt somit 177 Meter. Die durchschnittliche Meerhöhe der Gemeinde beträgt 225 Meter, das Rathaus befindet sich auf 242 Meter.

### Verkehrsanbindung
Durch den Südteil der Gemeinde verläuft in West-Ost-Richtung die D 707 von Thiviers nach Lanouaille. Von ihr aus lässt sich der Ortskern über Kommunalstraßen erreichen, die bei Les Longeix, Les Mitardes oder Labauberie nach links abzweigen. Vom Ortskern aus führt eine Kommunalstraße nach Westen hinunter ins Lisle-Tal, um dann weiter nördlich auf die D 81 von Thiviers nach Sarrazac zu treffen. Zwei Kommunalstraßen verlassen das Lisle-Tal wieder rechtsseitig in Richtung Thiviers, linksseitig geht es über den Weiler Sinsac nach Sarrazac. Über den Weiler Sinsac steht der Ortskern außerdem direkt mit Sarrazac in Verbindung.

### Bodenbedeckung

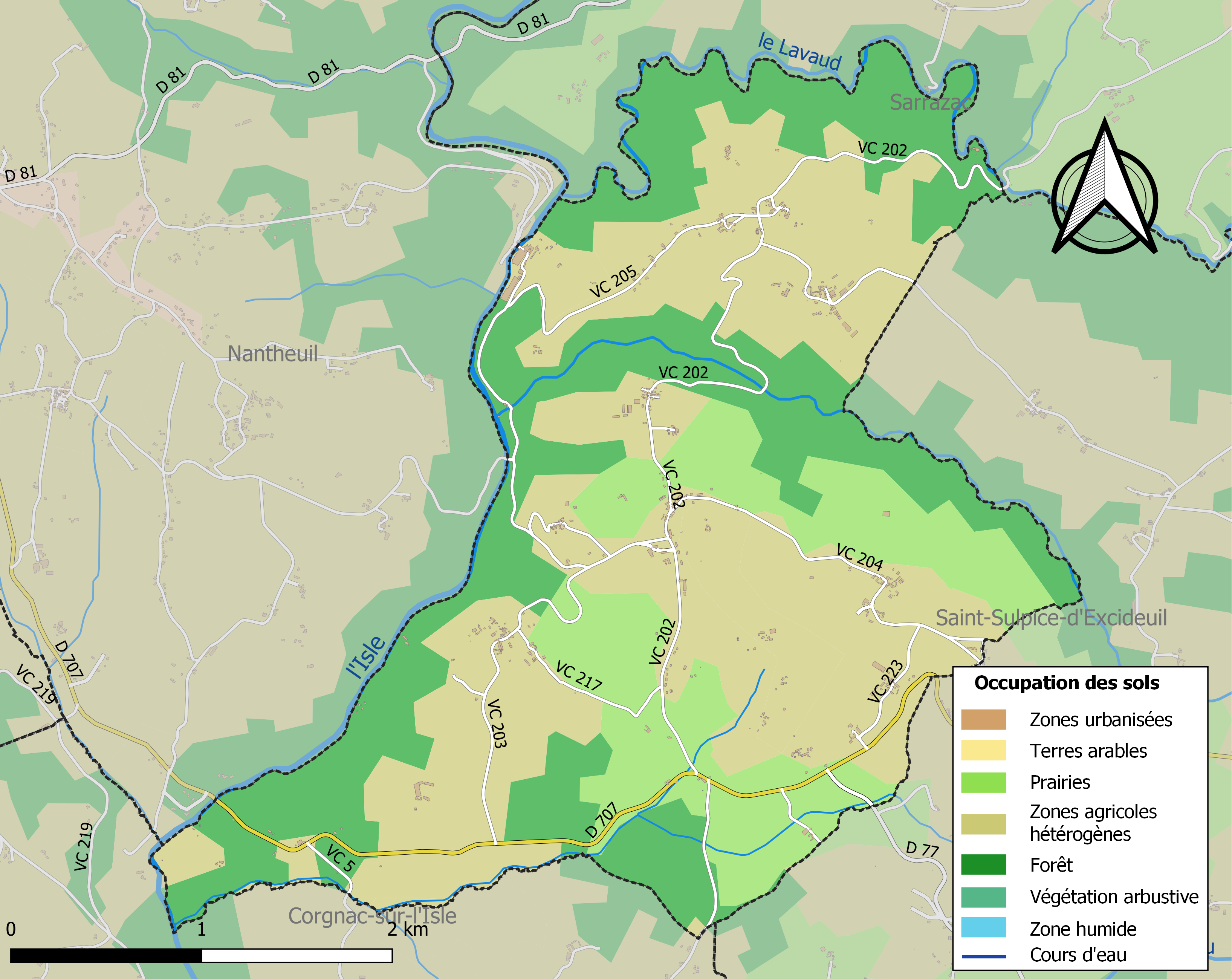
Bodenbedeckung in Nanthiat

Die Bodenbedeckung der Gemeinde Nanthiat schlüsselt sich im Jahr 2018 gemäß der europäischen Datenbank CORINE Land Cover (CLC) wie folgt auf:
- heterogene landwirtschaftliche Nutzung – 46,5 %
- Wälder – 34,8 %
- Wiesen – 18,6 %

Die landwirtschaftliche Nutzung steht im Vordergrund. Der Anteil der landwirtschaftlichen Nutzflächen hat sich seit 1990 von 64,9 % auf 65,1 % minimal erhöht.

## Klima
Nanthiat besitzt ein abgeschwächtes ozeanisches Klima  mit gemäßigtem Sommer (Cfb nach Köppen und Geiger), das sich durch folgende Parameter auszeichnet:
| Klimaparameter im Zeitraum 1971–2000 - Jahresmittel: 12,1 °C - Anzahl der Tage unter −5 °C: 2,7 - Anzahl der Tage oberhalb 30 °C: 5,6 - Maximum im Tages-Temperaturunterschied: 14,6 °C - Jahresniederschlag: 1046 mm - Niederschlagstage im Januar: 13,5 - Niederschlagstage im Juli: 7,9 |

Durch den Klimawandel zeichnen sich Erhöhungen im Jahresmittel ab, die sich bereits auch bemerkbar machen. So ist beispielsweise an der 51 Kilometer entfernten Wetterstation in Brive das langjährige Jahresmittel von 12,7 °C für 1971–2000 über 12,7 °C für 1981–2010 auf 13,0 °C für 1991–2020 angestiegen – ein Zuwachs um 0,3 °C innerhalb von 20 Jahren.

## Hydrographie

Hydrographische Karte von Nanthiat

Die Westgrenze der Gemeinde wird von der nach Süden abfließenden Isle gebildet. Sie empfängt als linken Seitenarm den Lavaud, der die Nordgrenze zu Sarrazac markiert. Etwas talabwärts nimmt die Isle die ebenfalls von links kommende Torte Sabate auf. Die Südgrenze wird von einem kleinen, ebenfalls linksseitigen Bach gebildet, welcher aus Saint-Sulpice-d'Excideuil herüberkommt und dessen rechter Seitenarm beim Weiler La Croze entspringt.
Die Isle bildet Teil des Flusssystems Isle-Dronne.
Die Gesamtlänge des Entwässerungsnetzes in der Gemeinde Nanthiat beträgt 25 Kilometer.

## Geologie
Im Gemeindegebiet von Nanthiat tritt das metamorphe Grundgebirge des Massif Central zutage.

### Thiviers-Payzac-Einheit

Geologische Karte von Nanthiat

Aufgeschlossen sind Gesteine der Thiviers-Payzac-Einheit wie beispielsweise die Rhyodazite des Thiviers-Sandsteins (Französisch Grès de Thiviers – Normalfazies tfρ3 im Südabschnitt). Die vulkanischen Grès de Thiviers werden weiter im Norden dann von Serizitschiefern (Donzenac-Schiefer – S1-2) abgelöst, die aus Peliten und Areniten hervorgegangen sein dürften und auch Grauwackenlagen enthalten. Eine Besonderheit inmitten des Serizitschieferbandes sind Metavulkanite (ξgm), die bei Bourneix anstehen. Es folgen schließlich entlang der Nordgrenze erneut die Grès de Thiviers, die hier aber in ihrer höhermetamorphen Fazies als Payzac-Quarzit (tfρ3Χ) vorliegen. Sie führen bei Nègrevergne ein Grünschieferband (S11δθ), das aus ehemaligen Doleriten und basaltischen Tuffen hervorgegangen ist. Erwähnt werden sollten ferner noch die zahlreichen Diabasgänge (δΣβ), die die südlichen Grès de Thiviers durchschlagen (um le Pont de Madame).
Im Süden des Gemeindegebietes ist in die Grès de Thiviers der Corgnac-Granit (ζγ3b) intrudiert, zu sehen bei Finette und Les Mitardes. Es handelt sich um einen kataklasischen Granit monzonitischer Zusammensetzung, der in den Grès de Thiviers eine Kontaktmetamorphose bewirkt hat, zu erkennen an Hornfelsen bei La Forêt. In seinem Randbereich (bei Finette) liegt der Granit als Orthogneis vor.
Strukturell bilden die generell Ostsüdost-streichenden Metamorphite im Südteil ein Syhklinorium (Verlängerung der Génis-Synklinale) und im Nordteil ein Antiklinorium (Verlängerung der Saint-Mesmin-Antiklinale) mit steilstehender Schieferung. Die Schieferung ist im Flusstal der Torte Sabate sehr deutlich entwickelt.
Der Metamorphosegrad steigt generell in nördlicher Richtung an, mit Erreichen der Torte Sabate wird der Biotit- und nur unwesentlich weiter nördlich bei Sinsac der Almandin-Isograd überschritten.

### Sedimentbedeckung
Das Grundgebirge wird von flach liegenden (maximaler Einfallswinkel 6° nach Nordost) Sedimenten des nördlichen Aquitanischen Beckens transgrediert, die hier mit dem Lias einsetzen (die Hauptvorkommen liegen östlich des Ortskerns). Die Serie beginnt mit dem Unteren Hettangium (I1) – Konglomerate, Sandsteine und Arkosen. Das folgende Oberhettangium (I2) ist dolomitisch und liegt meist verkieselt vor. Das Sinemurium (I3-4) ist oolithisch und ebenfalls oft verkieselt. Die Serie endet mit groben, teils dolomitischen Sandsteinen des Pliensbachiums (I5-6).
Im Bereich des Ortskerns von Nanthiat wird das Grundgebirge und der Lias von Flussschottern des Pleistozäns verdeckt (Formation CF). Die alluvialen Schotter bei Champdoré (Formation Fs) gehen möglicherweise bis ins Pliozän zurück. Die Hanglagen nordwestlich von Grelière werden von würmeiszeitlichem Hangschutt überzogen (Formation GP). In den Flussniederungen der Isle, der Torte Sabate und des Lavaud haben sich rezente Sedimente abgesetzt (Formation K).

## Naturrisiken

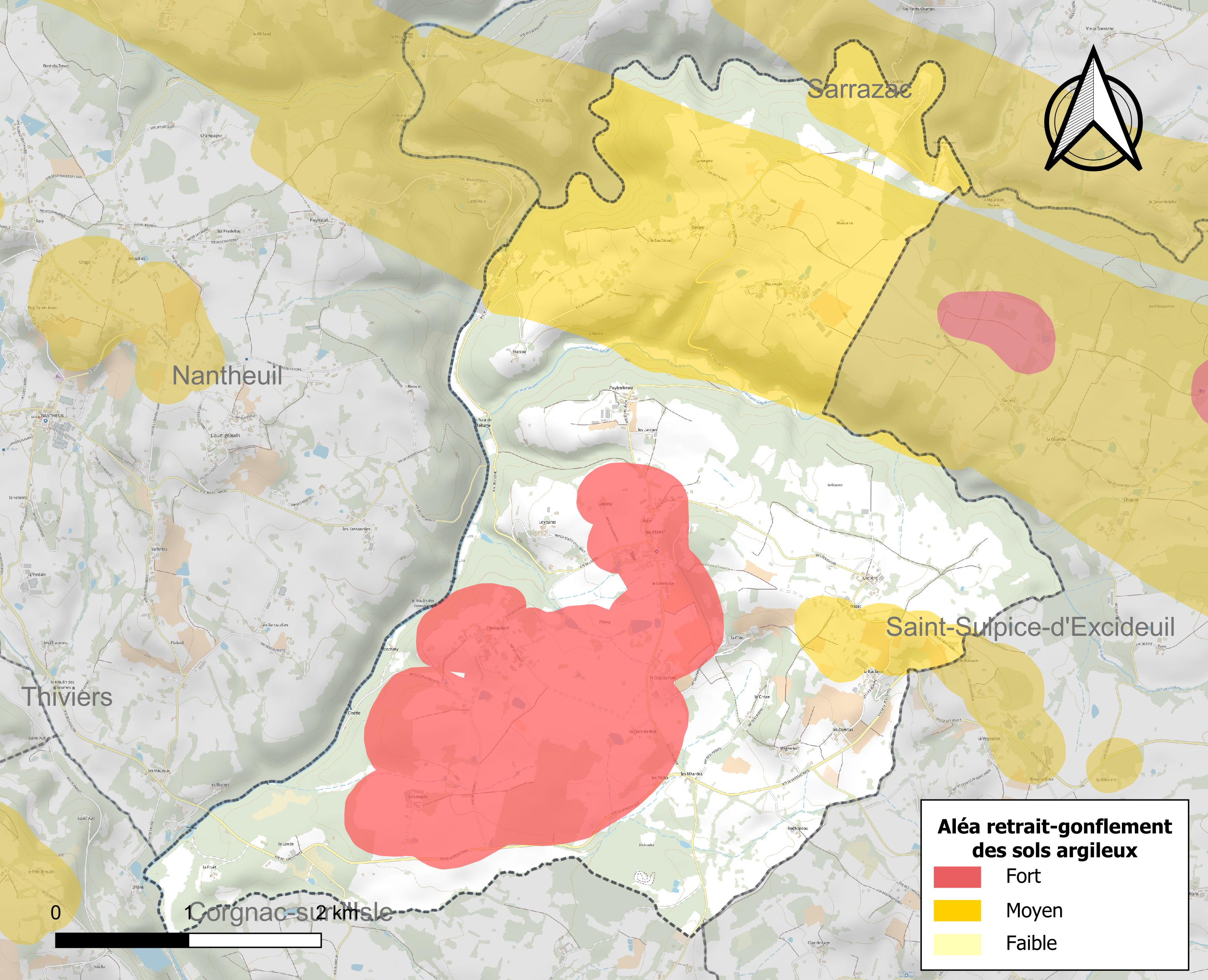
Risikokarte des Quellungs/Schrumpfungsverhältnisses von Tonmineralen in Böden für Nanthiat

Naturrisiken manifestieren sich in Nanthiat als
- Überschwemmungen und den mit ihnen assoziierten Schlammströmen und Hangrutschungen in den Talungen der Isle und des Lavaud
- Dürren
- Stürme
- Bodensetzungen
- Radonemanationen.

In den Jahren 1982, 1993, 1999 und 2007 kam es aufgrund erhöhter Niederschläge zu größeren Bodenbewegungen und Rutschungen.
Dürrejahre waren 1989, 1991, 2003, 2011 und 2019. In diesen Perioden herrschte erhöhte Waldbrandgefahr. Der heiße Sommer von 2003 machte insbesondere alten Menschen schwer zu schaffen.
Ein herausragendes Wintersturmereignis war das Sturmtief Martin im Dezember 1999, das enorme Schäden an den Wäldern und auch an der Infrastruktur hinterließ. Die Zerstörungen in den Wäldern sind selbst im Jahr 2022 noch zu erkennen.
Wie die Risikokarte zeigt, ist Nanthiat von der Gefahr durch Bodensetzungen mäßig bis stark betroffen, die Gefahren konzentrieren sich hierbei auf Böden des Donzenac-Schiefers, insbesondere jedoch auf die abdeckenden, plio-pleistozänen Lockersedimente im Südabschnitt.
Die Erdbebengefahr ist als relativ niedrig einzustufen, am Westrand des Massif Central sind recht seltene Beben der Stärke 3 auf der Richterskala bekannt.
Die relativ schwache, aber dennoch signifikativ vorhandene Radongefahr besteht im Inneren von Gebäuden und geschlossenen Räumen.

## Ökologie

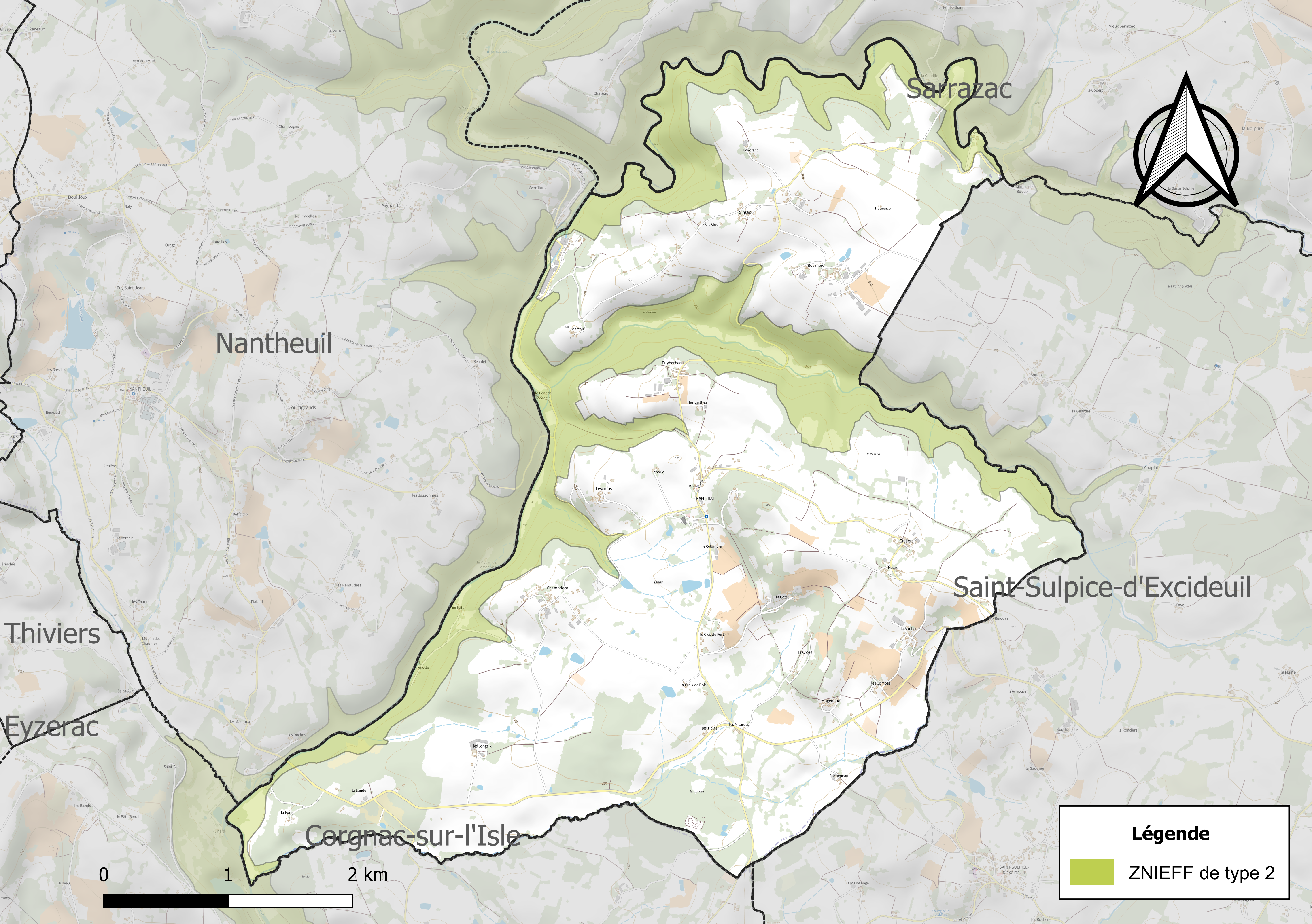
Schutzgebiet des Typus 2 in Nantheuil

### Schutzgebiet des Typus 2
Die Talung der Isle bildet ein Schutzgebiet des Typus 2 (Französisch ZNIEFF = zone naturel d'interêt faunistique et floristique). Hierin eingeschlossen sind auch ihre beiden linken Nebenflüsse – der Lavaud und die Torte Sabate.

## Geschichte
Das Schloss Château de Nanthiat geht auf das 16. Jahrhundert zurück.

## Bevölkerungsentwicklung
| Jahr | Einwohner |  |
| 1962 | 388       |  |
| 1968 | 356       |  |
| 1975 | 336       |  |
| 1982 | 336       |  |
| 1990 | 337       |  |
| 1999 | 291       |  |
| 2006 | 284       |  |
| 2008 | 283       |  |
| 2013 | 252       |  |
| 2018 | 237       |  |
| 2019 | 237       |  |

Quelle: INSEE
Die Bevölkerungszahlen von Nanthiat waren seit 1962 unter Schwankungen generell rückläufig.

## Verwaltung
Bürgermeister von Nanthiat ist seit März 2014 Paul Meynier, der im Juli 2020 wiedergewählt wurde.

## Präsidentschaftswahlen 2022
| Kandidaten                       | Kandidaten            | Parteien                      | Parteien            | 1. Wahlgang | 1. Wahlgang | 2. Wahlgang | 2. Wahlgang |
| Kandidaten                       | Kandidaten            | Parteien                      | Parteien            | Stimmen     | %           | Stimmen     | %           |
| -------------------------------- | --------------------- | ----------------------------- | ------------------- | ----------- | ----------- | ----------- | ----------- |
|                                  | Emmanuel Macron       | En marche !                   | EM                  | 45          | 24,86 %     | 83          | 51,88 %     |
|                                  | Marine Le Pen         | Front national                | FN                  | 43          | 23,76 %     | 77          | 48,12 %     |
|                                  | Jean-Luc Mélenchon    | Front de gauche               | FDG                 | 41          | 22,65 %     |             |             |
|                                  | Éric Zemmour          | Reconquête                    |                     | 8           | 4,42 %      |             |             |
|                                  | Valérie Pécresse      | Les Républicains              | LR                  | 7           | 3,87 %      |             |             |
|                                  | Jean Lassalle         | Résistons !                   | R                   | 17          | 9,39 %      |             |             |
|                                  | Anne Hidalgo          | Parti socialiste              | PS                  | 4           | 2,21 %      |             |             |
|                                  | Fabien Roussel        | Parti communiste français     | PC                  | 9           | 4,97 %      |             |             |
|                                  | Nicolas Dupont-Aignan | Debout la République          | DLR                 | 2           | 1,11 %      |             |             |
|                                  | Yannick Jadot         | Europe Écologie-Les Verts     | EELV                | 3           | 1,66 %      |             |             |
|                                  | Nathalie Arthaud      | Lutte Ouvrière                | LO                  | 1           | 0,55 %      |             |             |
|                                  | Philippe Poutou       | Nouveau Parti anticapitaliste | NPA                 | 1           | 0,55 %      |             |             |
|                                  |                       |                               |                     |             |             |             |             |
| Gesamt                           | Gesamt                | Gesamt                        | Gesamt              | 181         | 100 %       | 160         | 100 %       |
|                                  |                       |                               |                     |             |             |             |             |
| Gültige Stimmen                  | Gültige Stimmen       | Gültige Stimmen               | Gültige Stimmen     | 181         | 98,37 %     | 160         | 87,91 %     |
| Ungültige Stimmen                | Ungültige Stimmen     | Ungültige Stimmen             | Ungültige Stimmen   | 3           | 1,63 %      | 22          | 12,09 %     |
| Wahlbeteiligung                  | Wahlbeteiligung       | Wahlbeteiligung               | Wahlbeteiligung     | 184         | 84,02 %     | 182         | 83,11 %     |
| Enthaltungen                     | Enthaltungen          | Enthaltungen                  | Enthaltungen        | 35          | 15,98 %     | 37          | 16,89 %     |
| Registrierte Wähler              | Registrierte Wähler   | Registrierte Wähler           | Registrierte Wähler | 219         |             | 219         |             |
|                                  |                       |                               |                     |             |             |             |             |
| Quelle: Ministère de l'Intérieur |                       |                               |                     |             |             |             |             |

Die Präsidentschaftswahlen 2022 in Nanthiat konnte Emmanuel Macron für sich entscheiden.

## Wirtschaft

### Beschäftigung
Im Jahr 2015 betrug die erwerbsfähige Bevölkerung zwischen 15 und 64 Jahren 109 Personen bzw. 44,5 % der Gesamtbevölkerung. Im Vergleich zu 2010 hat sich die Zahl der Arbeitslosen von 3 auf 5 erhöht, die Arbeitslosenquote liegt somit jetzt bei 4,3 %.

### Unternehmen
Am 31. Dezember 2015 waren 30 Unternehmen in Nanthiat ansässig, davon 13 im Sektor Handel, Transport oder Dienstleistungen, 7 im Baugewerbe, 5 in der Industrie, 3 in Landwirtschaft, Forsten und Fischerei und 2 im Sektor Verwaltung, Bildung, Gesundheit oder Soziales.

## Sehenswürdigkeiten
- Kirche von Nanthiat Sainte-Croix
- Schloss von Nanthiat aus dem 16. Jahrhundert, umgebaut im 18. Jahrhundert

## Photogalerie

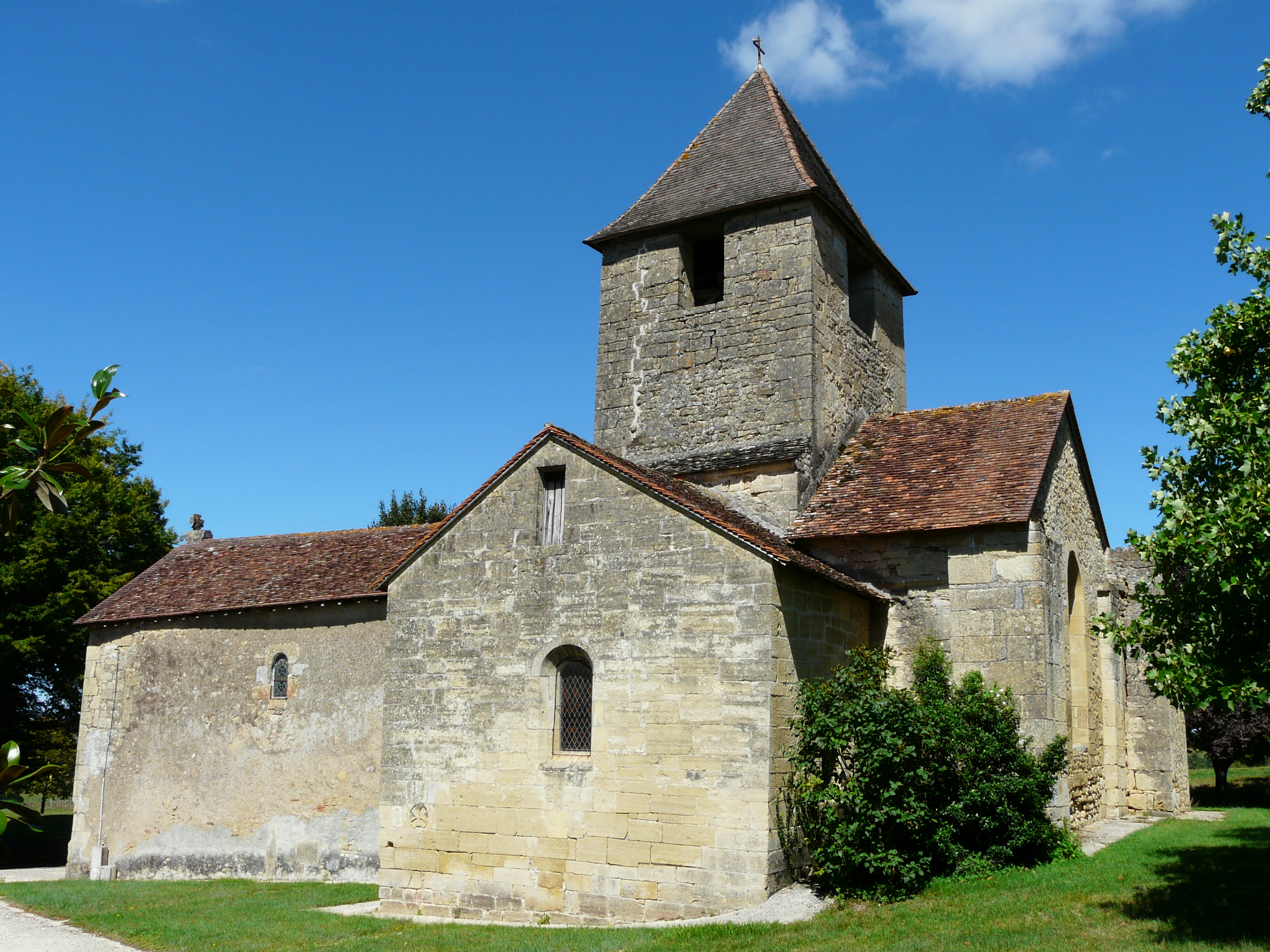
Ortskirche Sainte-Croix
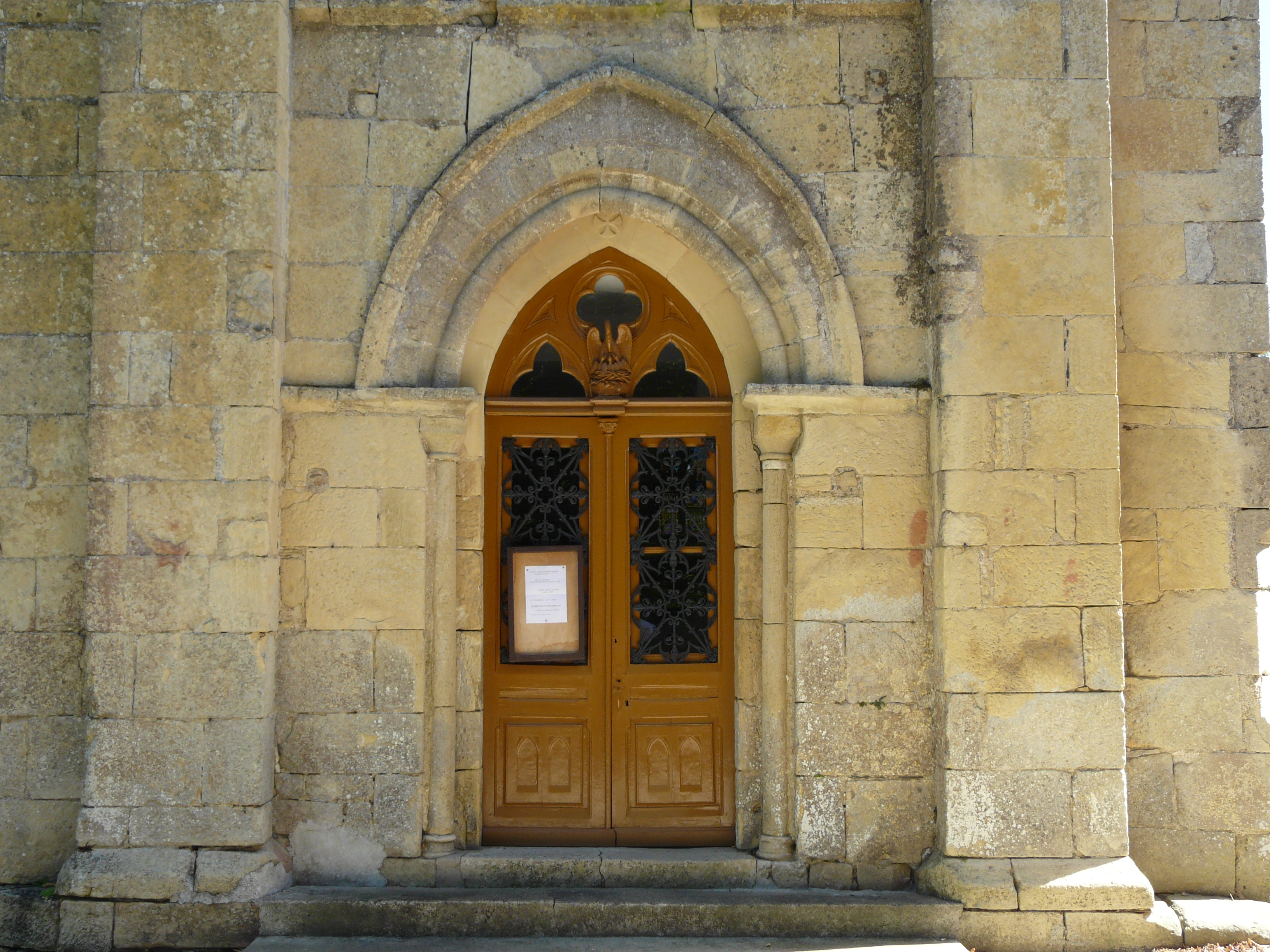
Eingangsportal zur Kirche
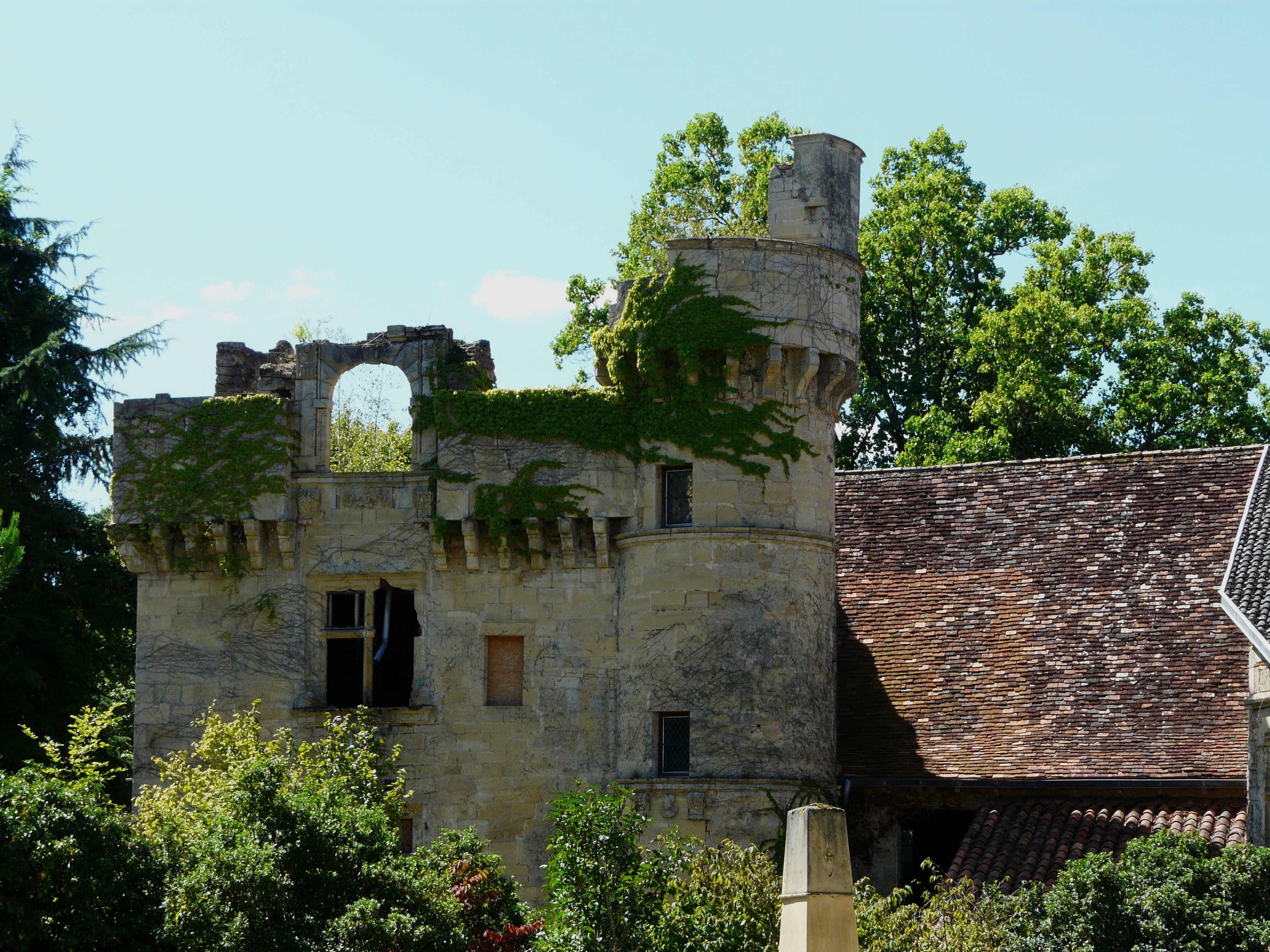
Schlossruine
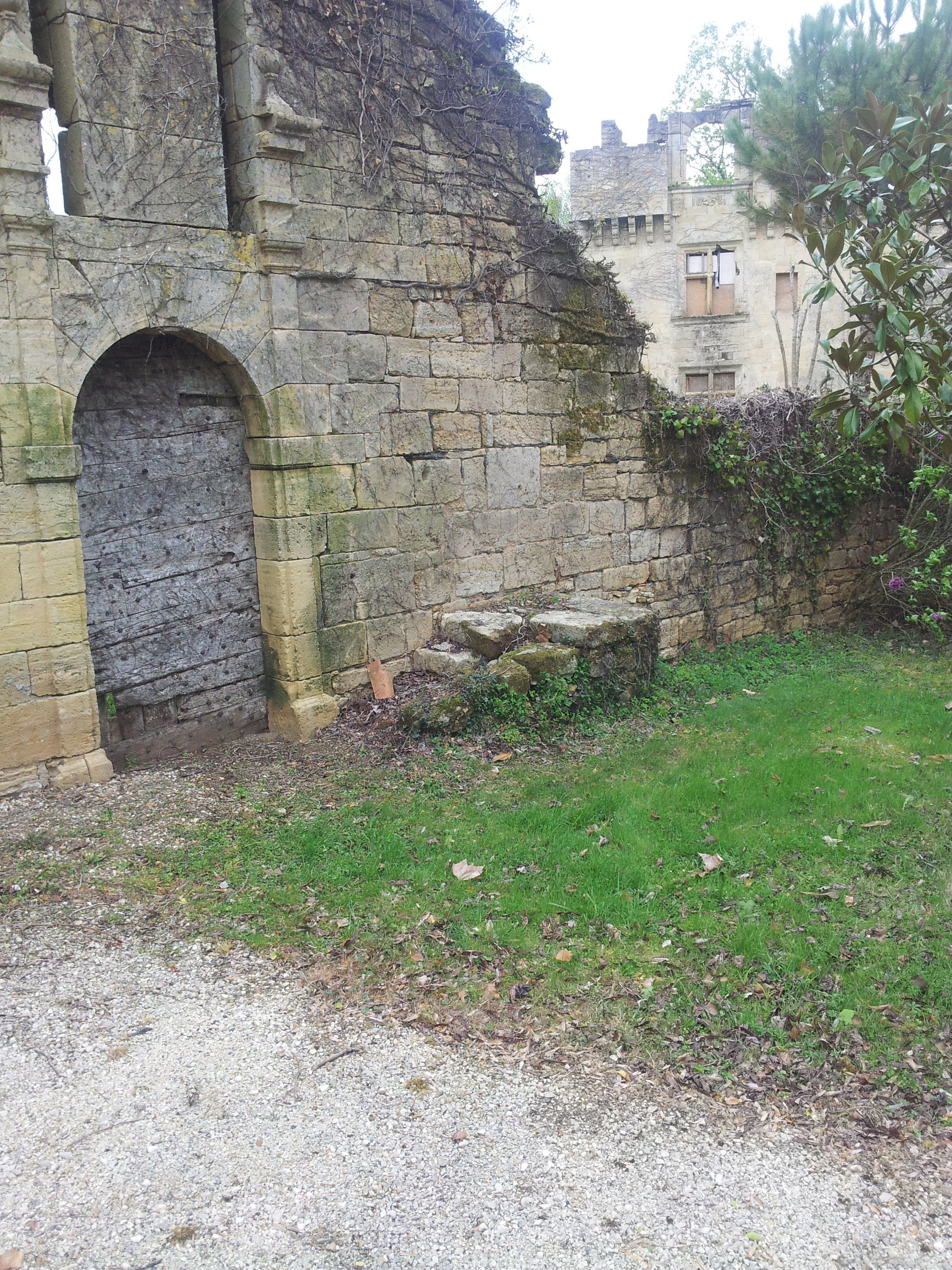
Aufsteighilfe vor dem verfallenen Eingang zum Schloss
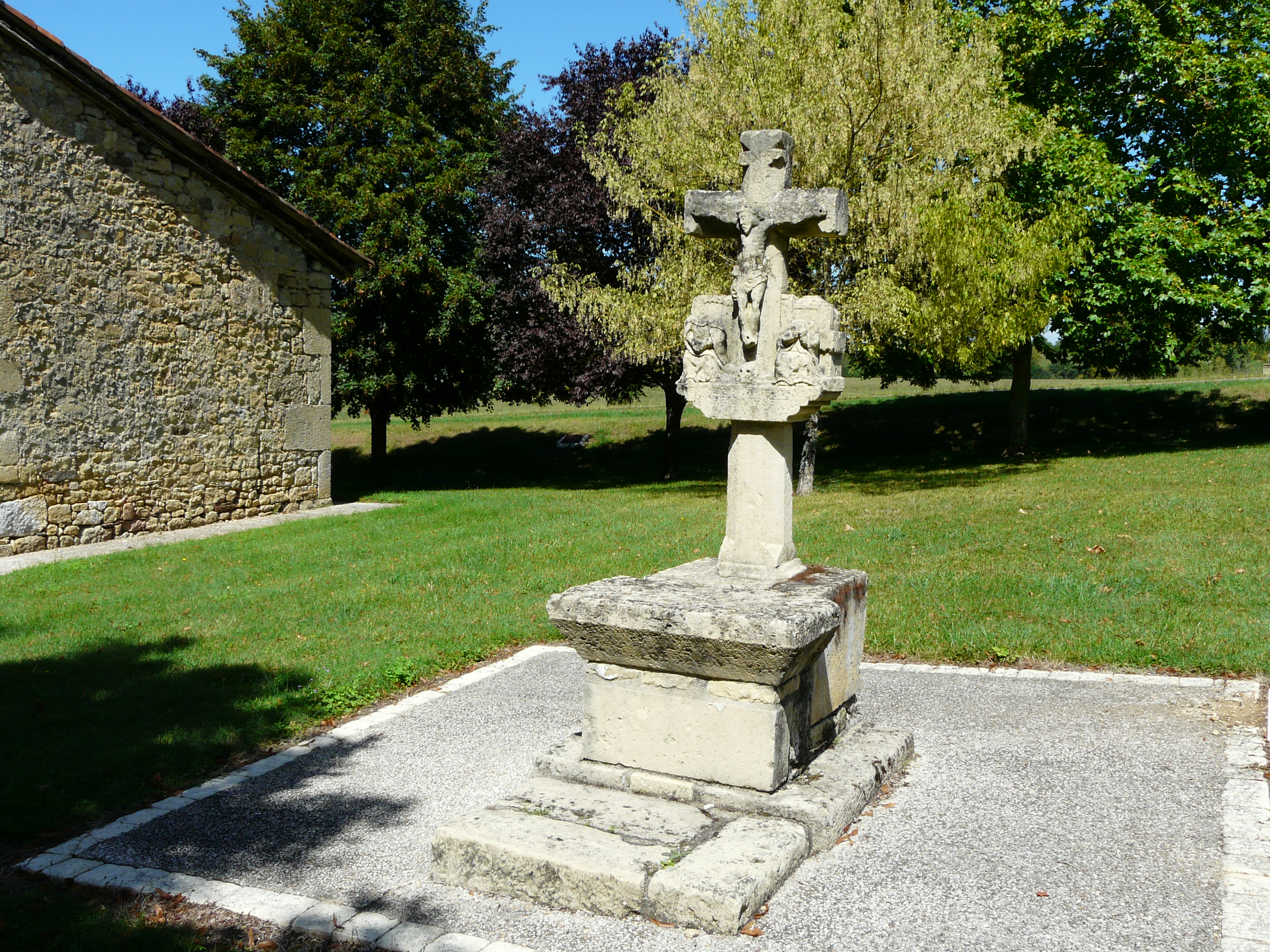
Altar-Calvaire in Nanthiat
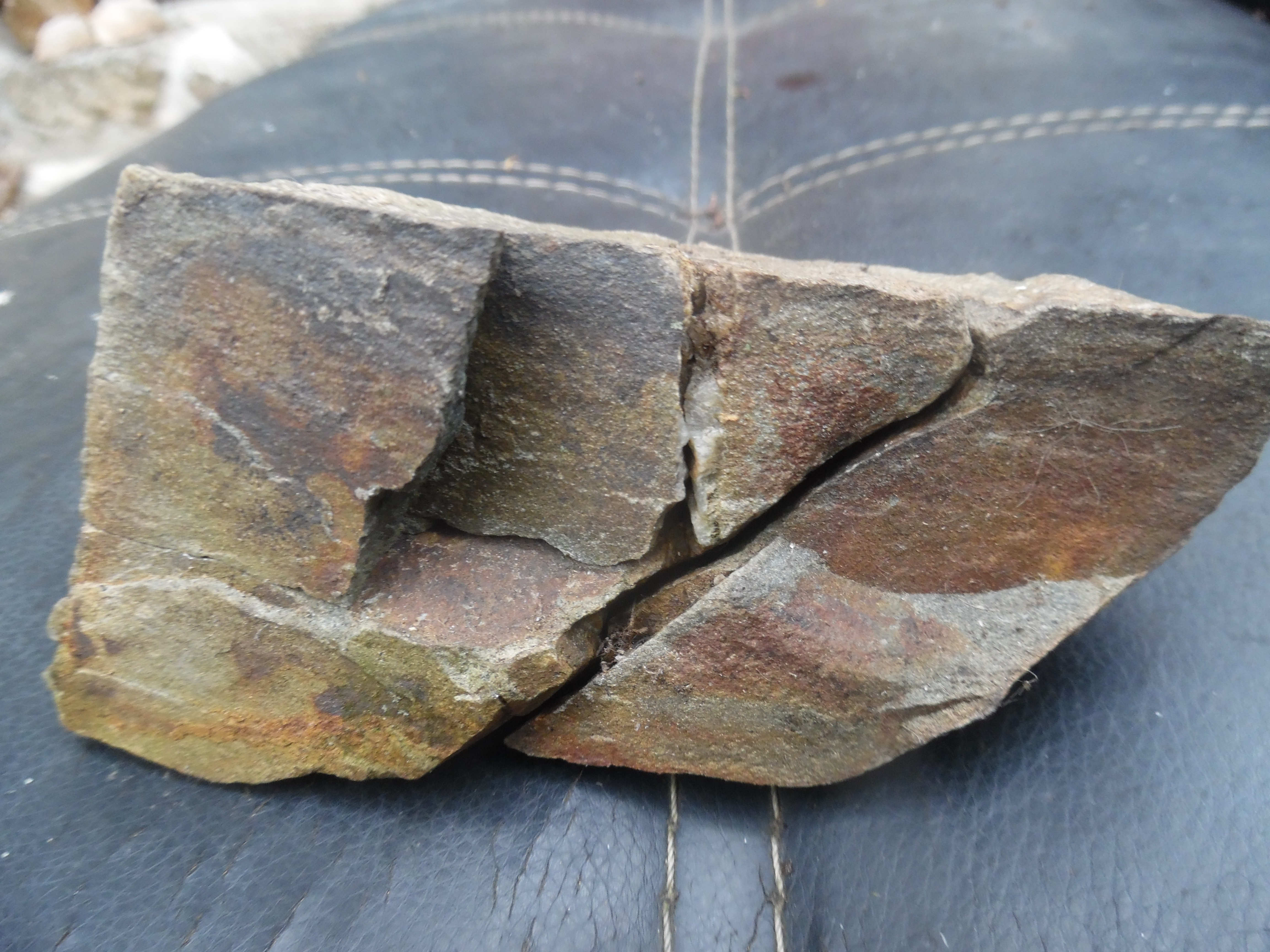
Thiviers-Sandstein aus der Isle bei Le Pont de Madame
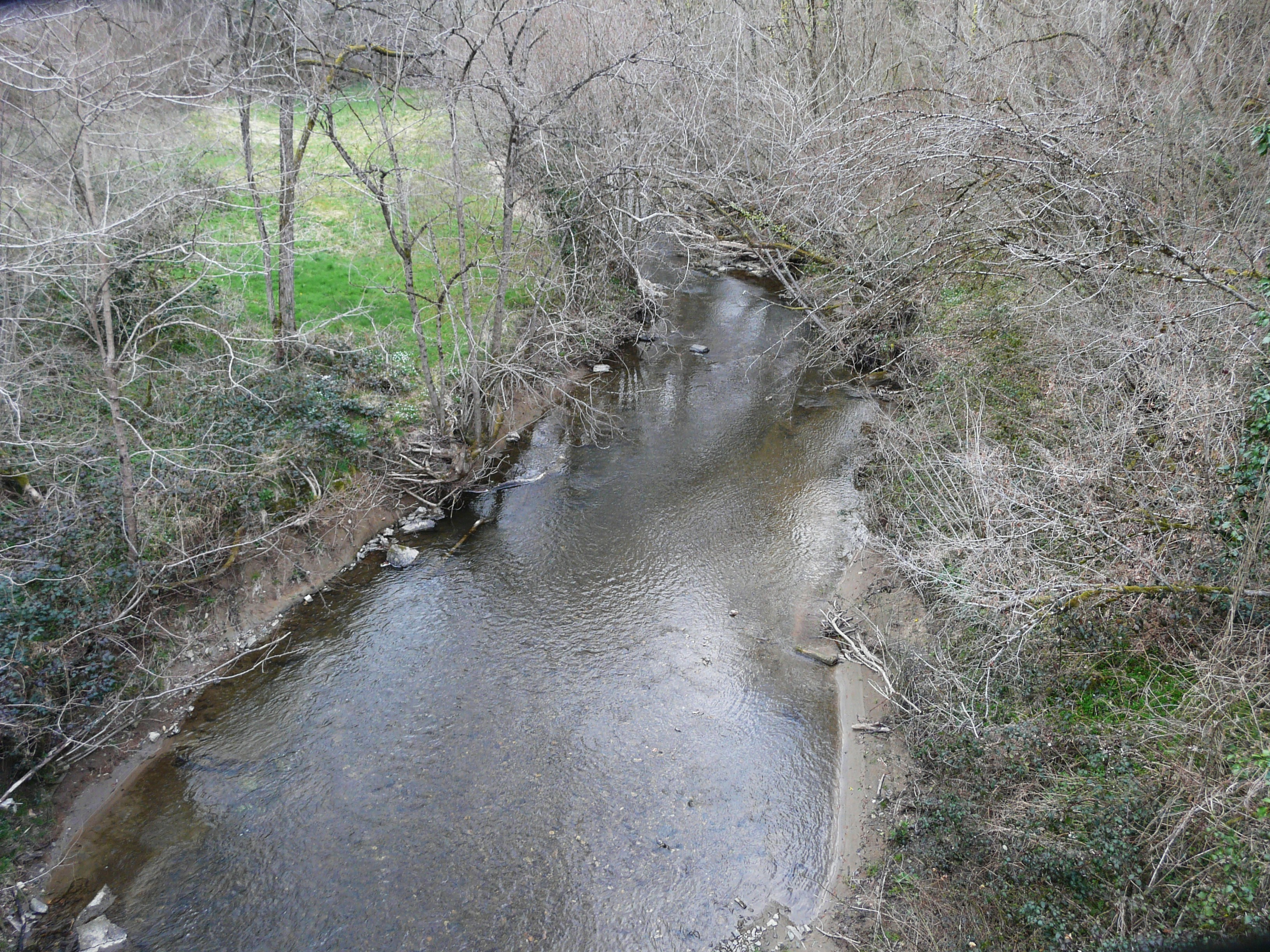
Der Lavaud unterhalb von Le Moulin de Boueix